# Chrysogorgia thyrsiformis
Chrysogorgia thyrsiformis är en korallart som beskrevs av Elisabeth Deichmann 1936. Chrysogorgia thyrsiformis ingår i släktet Chrysogorgia och familjen Chrysogorgiidae. Inga underarter finns listade i Catalogue of Life.